# Ostmediterrane Universität
Die Ostmediterrane Universität, türkisch: Doğu Akdeniz Üniversitesi (DAÜ), englisch: Eastern Mediterranean University (EMU), ist eine 1979 gegründete und 1986 zur Universität ernannte Hochschule in Famagusta (Gazimağusa) in der Türkischen Republik Nordzypern.
Die Universität gibt auf ihrer Website 2022 an, 16.000 Studierende zu betreuen (2008: 14.205). Präsidentin ist Ufuk Taneri.

## Organisation

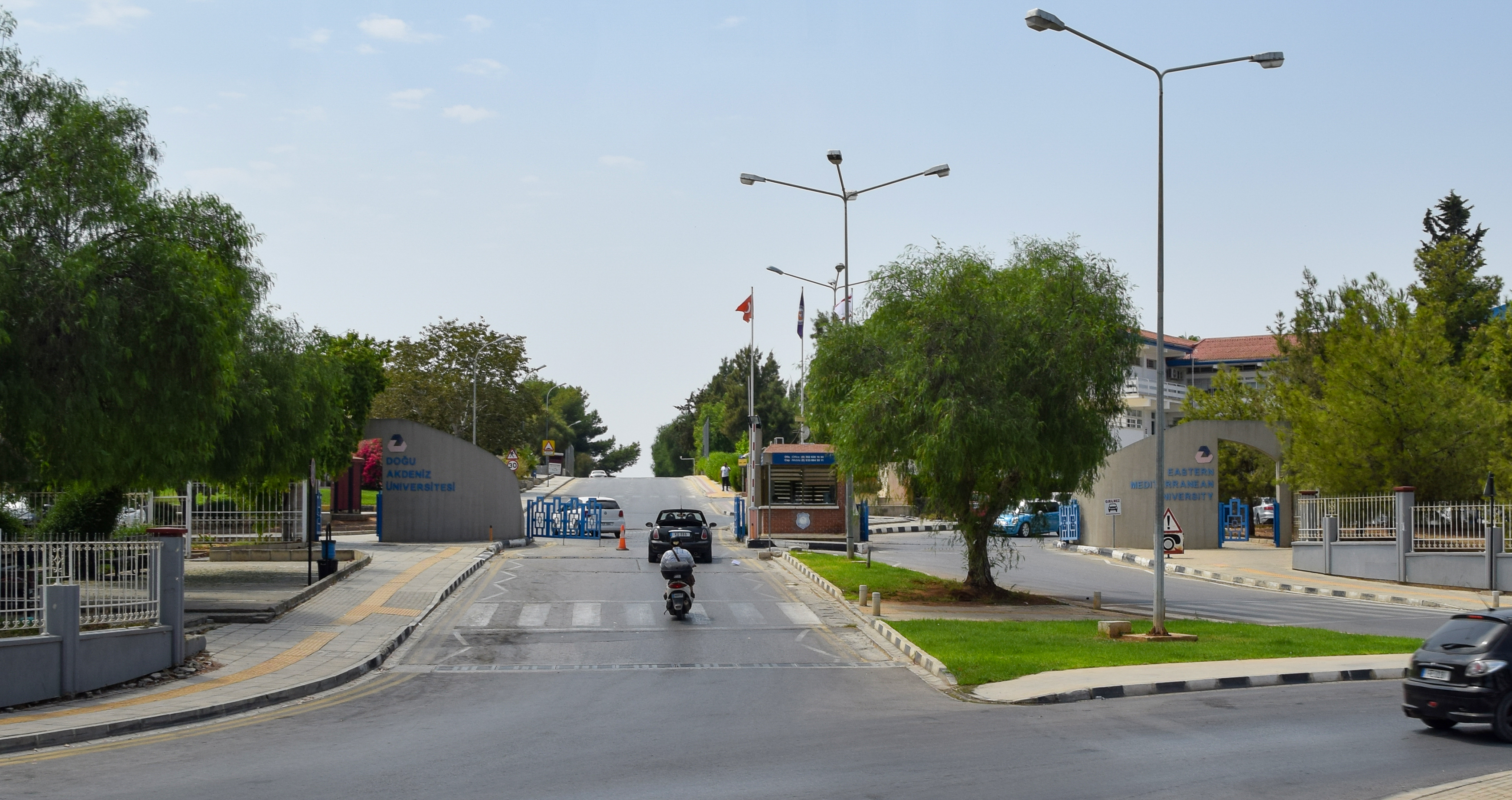
Zufahrt zum Campus der Ostmediterranen Universität

Die Universität besteht aus sieben Fakultäten, drei Schulen und mehreren Instituten.
- Fakultät für Architektur
- Fakultät für Betriebs- und Volkswirtschaft
- Fakultät für Erziehungswissenschaften
- Fakultät für Geistes- und Naturwissenschaften
- Fakultät für Ingenieurwissenschaften
- Fakultät für Kommunikations- und Medienwissenschaften
- Fakultät für Rechtswissenschaften
- Fernstudiencenter
- Institut für angewandte Technologie
- Institut für Graduiertenförderung
- Schule für Computer- und Technologiewissenschaften
- Schule für Fremdsprachen
- Schule für Tourismuswissenschaften